# Acordul Nord-American de Comerț Liber

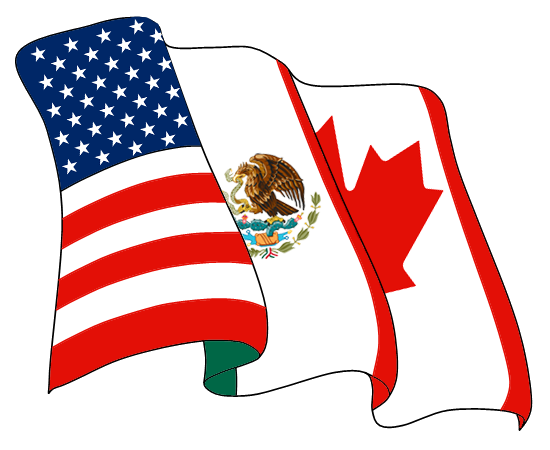
Emblema oficială

Harta NAFTA

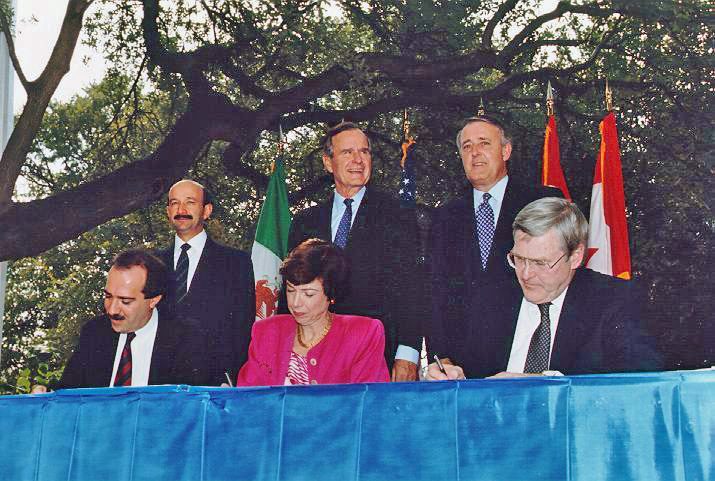
Ceremonia de fondare a NAFTA, octombrie 1992. Sursa: George Bush Presidential Library and Museum

Acordul privind formarea organizației internaționale Acordul Nord-American de Comerț Liber (în engleză North American Free Trade Agreement / NAFTA; în spaniolă Tratado de Libre Comercio de América del Norte / TLCAN; în franceză Accord de libre-échange nord-américain / ALÉNA) a fost semnat la 17 decembrie 1992 între SUA, Canada, Mexic. NAFTA acoperă o piață de 375 milioane de consumatori, cu perspectiva extinderii și spre sudul continentului american, și o suprafață de 21,3 milioane km². Scopul acestui acord este liberalizarea în 10 ani a comerțului cu produse și servicii, prin eliminarea de bariere tarifare și netarifare între părți și prin liberalizarea investițiilor intra-zonale.
Domeniile vizate de NAFTA sunt următoarele:
a) Comerțul cu bunuri materiale:
În decurs de 10 ani, urmează a fi înlăturate toate taxele vamale aplicabile produselor considerate ca „nord-americane”, în conformitate cu regulile de origine, astfel ca în anul 2004 să se formeze o vastă piață liberă.
b) Comerțul cu servicii:
Serviciile dețin un loc important în comerțul din zonă - supus tratamentului național.
c) Investițiile directe de capital - liberalizare.
d) Alte dispoziții se referă la următoarele: regulile de concurență, proprietatea intelectuală, sejurul temporar al oamenilor de afaceri, anumite aspecte privitoare la protecția mediului.
Constatări:
•NAFTA este un acord de liber schimb de mare anvergură. 
•Model de cooperare de tip interguvernamental, fără a avea organisme supranaționale. 
•Nu are idee naturală politică.
O incursiune în istoria relativ recentă a relațiilor intra-nord-americane evidențiază că NAFTA este, într-un fel, o urmare firească a  credinței nestrămutate în forța comerțului  și investițiilor libere. NAFTA apare ca o abordare modernă și o continuitate a drumului deschis în perioada postbelică a doi precursori celebri: Autopact și FTA. Experții au considerat Autopact drept un model pentru un acord sectorial de comerț liber. Autopact, semnat în 1965 între Canada și SUA, a eliminat taxele vamale pentru autoturismele fabricate în una din cele două țări și expediate în cealaltă țară. Aceasta a permis producătorilor de autoturisme din ambele țări să-și programeze mai bine producția. Granița dintre SUA și Canada a înregistrat în 1995 un flux reciproc de schimburi cu autovehicule și componente auto de circa 70 mld. USD. Practic, un sfert din schimburile intra-nord-americane (exclusiv Mexic) sunt reprezentate în prezent de schimburile de autovehicule și componente auto. 
Uzinele canadiene au avut posibilitatea de a se specializa în câteva modele de autoturisme, cea mai mare parte a producției lor fiind trimisă în SUA în schimbul unor modele care nu se produceau în Canada. În perioada 1965 – 1985 a avut loc o revoluție în atitudinea oamenilor de afaceri din Canada față de comerțul liber cu SUA; aceasta a fost considerată într-o măsura crescândă drept cea mai bună speranță pentru a deveni competitiv în economia mondială. Anul 1985 marchează inițierea informală a negocierilor Canada – SUA pentru un acord  general de comerț liber. Acesta intra în vigoare începând cu 1 ianuarie 1991.
Cunoscut sub denumirea simplă de FTA (Canada-United States Free Trade agreement), Acordul de comerț liber între cele două țări a decis eliminarea totală a taxelor vamale în schimburile reciproce. Eliminarea se putea face fie imediat, fie pe perioade de 5 sau 10 ani. În 1996, taxele vamale au dispărut în comerțul reciproc cu mașini și utilaje, calculatoare, mobilă, hârtie, țiței pentru ca în 1998 să fie eliminate și restul taxelor vamale de la o serie de produse considerate mai sensibile ca, de exemplu, confecții, medicamente, produse alimentare. Acordul a inclus și alte prevederi privind facilitarea accesului mărfurilor canadiene pe piața SUA, ameliorarea tratamentului investițiilor străine reciproce, reglementarea schimburilor de energie. Astfel, Canada a primit asigurarea că industria americană nu va mai folosi inechitabil legile din SUA pentru a se proteja de mărfurile canadiene care au prețuri mai scăzute. O serie de restricții asupra investițiilor americane în Canada au fost înlăturate, investitorii americani nemaiavând obligația procurării de inputuri din Canada sau a efectuării unor anumite activități de cercetare utilizând capacitățile din Canada. În comerțul cu energie, SUA a primit asigurări că livrările canadiene de țiței nu vor fi diminuate și că prețul acestora nu va fi mărit în perioada de deficit de energie, în timp ce SUA s-a angajat să nu impună taxe la importul de țiței, gaze și energie electrică importate din Canada.
Crearea NAFTA a avut mai mulți predecesori în ceea ce privește noțiunea de comerț liber. Un exemplu în acest sens îl constituie experiența mexicană între anii 1942 și 1945, când economia mexicană a fost adânc integrată în eforturile de război ale SUA. Cele mai multe comparații ale zonei de liber schimb de pe continentul nord american se fac cu Uniunea Europeană. Observatorii procesului european și, în special, criticii NAFTA, notau că experiența europeană a fost una de lungă durată și deliberată, oferind fiecărui membru timpul necesar adoptării unu set de modificări înainte de a trece la următorul. O altă diferență importantă între NAFTA și CEE este lipsa mecanismelor compensatorii în cadrul acordului NAFTA. În Europa, fondurile erau destinate a ajuta pe cei care sufereau de pe urma creării CEE și pentru a construi infrastructura necesară în țările membre cel mai puțin dezvoltate. Dacă în cadrul CEE, în fiecare an după 1986 au fost cheltuite în aceste scopuri peste 5,4 miliarde USD, NAFTA nu a prevăzut aceste fonduri. O altă diferență este cea politică. Piața comună Europeană este un pas intermediar către unitatea politică. De asemenea, CEE cere ca națiunile să fie niște democrații stabile înainte de a intra în comunitate. NAFTA nu urmărește acest lucru, un exemplu în acest sens fiind și criticile sistemului politic mexican. Tratatul instituind NAFTA prevede ca reducerea tarifelor vamale către zero să se realizeze într-o perioadă de 10 ani, iar cotele să fie eliminate într-o perioadă de 15 ani. Pentru Mexic, agricultura a reprezentat un domeniu sensibil și, de aceea, a fost negociat un acord separat cu SUA și un altul cu Canada.
NAFTA reglementează barierele tarifare, netarifare și investițiile. Se specifică faptul că mărfurile de import provenite din celelalte două națiuni vor avea același regim ca și bunurile naționale. Fiecare membru NAFTA va excepta unele activități de la aplicarea acestui acord. Canadienii, așa cum a fost stipulat și în vechiul Acord de Comerț Liber între Canada și SUA, vor excepta de la aplicarea NAFTA domeniul publicațiilor. În Canada există sentimentul că fără un control special asupra proprietății și acordând mass-mediei canadiene beneficii prin taxe, acesta va fi acaparat de media din SUA. Cererea SUA a fost ca mișcarea liberă a persoanelor, cu excepția profesioniștilor și managerilor, să nu fie permisă. Acest lucru este rezultatul temerii SUA că va fi copleșită de milioane de săraci din Mexic. Guvernul mexican își rezervă dreptul de a controla sistemul de căi ferate, electricitatea, petrochimia de bază și industria petrolieră. Fiecare parte din acordul NAFTA beneficiază de anumite avantaje. SUA și Canada câștigă astfel accesul la piața mexicană, o piață cu peste 80 milioane de oameni. Pot fi specificate și beneficiile neeconomice pentru SUA, fiind vorba de îmbunătățirea relațiilor externe ale Mexicului și de o posibilă stabilitate internă, urmărindu-se o mai bună cooperare în domeniul drogurilor, emigrării și poluării. Impactul creării NAFTA va fi mult mai important pentru Mexic decât pentru SUA. Deoarece Mexicul este mult mai mic decât SUA, iar crearea de locuri de muncă și domeniul sănătății este același și în SUA și în Mexic, efectul creării NAFTA va fi mult mai mare pentru Mexic.